# Forcipomyia odonatiphila
Forcipomyia odonatiphila är en tvåvingeart som först beskrevs av John William Scott Macfie 1932.  Forcipomyia odonatiphila ingår i släktet Forcipomyia och familjen svidknott. Inga underarter finns listade i Catalogue of Life.